# Namori
Namori（日语：なもり），1987年6月25日—）是女性日本漫畫家，血型為B型。她出生於富山縣高岡市，居於京都府。大學時住在名古屋。
據其所言，她從小學時代就想當漫畫家了。成为漫画家后，喜欢在咖啡厅等处工作画漫画。代表作之一為《輕鬆百合》。自画像形似水母。
笔名中的是因为高中同班同学里有人字写得很可爱，则是随便取的。

## 作品列表

### 漫畫
- 《神燈女僕！》（刊載於『月刊Comic Alive』2007年5月號至2009年4月號上、原作者為夏綠）
  - 全3巻（刊載於『MFコミックス・アライブシリーズ』）
- 《輕鬆百合》（初載於『コミック百合姫S（日语：コミック百合姫S）』Vol.5 - Vol.14休刊為止，後轉至『コミック百合姫』2011年1月号繼續連載，持續連載中）
  - 既刊23巻（百合姫コミックス、2024年12月現在）
- 《りせっと!》（初載於キャラ☆メル Febri Vol.1，持續連載中）※Vol.4以降休載中
- 《大室家》（初載於『niconico静画』2012年7月2日）
  - 既刊8巻（百合姫コミックス）
- 《ゆりゆり》（此乃同名同人誌（包括『あふたー』）的單行本化）
  - 全1巻（由『百合姫コミックス』出版）

#### 原作擔當
- 《ゆりぱち》（開始連載於《Comic REX》2012年9月号，原作：なもり、武梨繪里，漫画：結城心一）

### 選集
- 《RO Extreme!》 第1卷（2007年，出版者為『マジキューコミックス』）
- 《女神異聞錄3 電撃コミックアンソロジー》（2007年，出版者為『電撃コミックスEX』）
- 《心跳魔女神判！》 第1卷（2007年，出版者為『マジキューコミックス』）
- 《Little Busters!》 第1-第5卷（2007 - 2008年，出版者為『マジキューコミックス』）
- 《CLANNAD》 第3卷、第5卷（2008年，出版者為『マジキューコミックス』）
- 《女神異聞錄4》 電撃コミック選集（2008年，出版者為『電撃コミックスEX』）
- 《Little Busters-EX》 第1 - 第3卷、第5卷、第7 - 第10卷（2008 - 2010年，出版者為『マジキューコミックス』）
- 《蘿洛娜的工作室～阿蘭德的鍊金術士～漫畫選集》（2009年，出版者為『DNAメディアコミックス』）
- 《官方四格漫選集 某科学的超电磁炮×魔法的禁书目录》 第1卷（2012年，出版者為『電撃コミックス』）

### 插圖
- 《リセットな彼女》（2006年，原作：高崎とおる・著：坂東真紅郎，Fami通文庫出版）
- 《神燈女僕！》（2006 - 2010年，原作：夏緑，MF文庫J出版）

### 同人誌
- 《ゆりゆり》 1 - 5（2008 - 2010年）
- 《ゆりゆりあふたー》（2010年）
  - 以上同人誌由「百合姫コミックス」發行其單行本。

### 其他
- 《YOUNG GANGAN》（2012年No.3的勇者鬥惡龍系列誕生25周年記念插圖）
- 《偽物語》（為動畫版第肆話提供插畫）
- 《ぽにきゃん声たま女子部オーディション2012》（二次審査角色圖）
- 《神薙》第七集（與武梨繪里合作）
- 《百合アンソロジー dolce》（表紙イラスト、カラーイラスト）
- 《偽戀》（為動畫版第9話提供插畫）
- 《RELEASE THE SPYCE》（角色原案）
- 《Endro～！》（角色原案）
- 《天使降臨到我身邊！》（為動畫版第1話提供插畫）

## 腳註
1. 1 2  取自《リセットな彼女》封面折疊上個人檔案的部份。
2. 1 2  . なもり.   [2011-08-03].[永久]
3. ↑  《コミック百合姫2011年3月号・himecafe対談》
4. ↑  《コミック百合姫2011年3月号・himecafe対談》
5. ↑  「ゆるゆり」なもりがニュータイプで作画行程を紹介 （页面存档备份，存于），取自Natalie，其相關內容發佈於2011年9月10日，文章閲覧於2011年9月19日。
6. 1 2  . livedoor NEWS. 2019-09-13  [2019-09-16]. （原始内容存档于2019-09-30）.

## 外部連結
- ELEGY SYNDROME[永久]（官方網站）（日語）
- なもり的X（前Twitter）（日語）
- なもり的pixiv（日語）
- 其手繪部落格（页面存档备份，存于）（日語）